# Primordiální folikul
Primordiální folikul (folliculi ovarici primarii) jsou všechny ovariální folikuly od narození do menarché. Folikul obsahuje oocyt prvního řádu na počátku 1. meiotického dělení a ploché folikulární buňky.

## Popis
Oocyt primordiálního folikulu je sférická buňka o průměru kolem 25 μm. Mírně excentricky umístěné jádro je mohutné a obsahuje i velký nukleolus. Chromozómy jsou převážně v rozvinutém stavu a barví se slabě. Folikulární buňky jsou mezi sebou propojeny desmozomy a leží na bazální lamině, která tvoří hranici mezi avaskulárním folikulem a přilehlým stromatem, bohatým na kapiláry.

## Vývoj
Primordiální zárodečné buňky se objevují kolem prvního měsíce embryonálního života, objevují se v endodermálním žloutkovém vaku. Buňky se během putování do genitálních lišt několikrát za sebou mitoticky dělí. Během 3. – 7. měsíce vývoje část oogonií zvětšuje svůj objem (perioda růstu) a mění se v primární oocyty, které vstupují do profáze 1. meiotického dělení. Do 7. měsíce prenatálního období zaniká většina oogonií, které včas nediferencovaly v primární oocyty, s výjimkou malého počtu přežívajících oogonií při povrchu ovaria. Část primárních oocytů rovněž zaniká. Všechny přežívající primární oocyty dosáhnout ještě před narozením diplotenního stádia profáze 1. meiotického dělení a v primordiálních folikulech budou čekat na svou ovulaci, pokud do té doby rovněž nezaniknou.
Dlouhá doba přečkávání v diplotenní fázi se udává jako hlavní důvod chromozomálních poruch u plodu a vznik trisomií autozómu u člověka, např.: Downův, Patauův a Edwardsův syndrom.
V kůře ovaria jsou přítomny primordiální ovariální buňky, které během reprodukčního období ženy v periodických cyklech rostou a dozrávají. Z primordiálního folikulu se stává rostoucí folikul a z něho zralý (Graafův) folikul (terminologické označení v učebnicích nebývá jednotné). Růst a zrání je řízeno folikulostimulačním hormonem hypofýzy (FSH). Dochází k němu v preovulační fázi ovariálního cyklu.

## Atrézie (zánik) folikulu
Tento proces je charakterizován zástavou mitotické aktivity buněk granulózy, odloučením těchto elementů od bazální laminy a zánikem oocytu. Atrézie může postihnout folikul kteréhokoli typu, od primordiálních až po folikuly téměř zralé. Odhaduje se, že celkové množství zárodečných buněk je asi 7 milionů v druhé polovině prenatálního vývoje, avšak do puberty se tento počet sníží na 400 000, z nichž asi jen 500 dosáhne ovulace.

### Atrézie primordiálního folikulu
Primordiální folikul zaniká beze stopy. Lem z folikulárních buněk je nejdříve nepravidelný, buňky se zmenšují a ztrácejí soudržnost. Oocyt i folikulární buňky podléhají autolýze a vzniklý prostor je ihned vyplněn ovariálním stromatem.